# Cohors XX Palmyrenorum
La Cohors XX Palmyrenorum (vigésima cohorte de palmiranos") fue una cohorte auxiliar del ejército imperial romano. Era una cohors equitata milliaria, un regimiento de caballería e infantería mixtas, originalmente reclutada de los habitantes de Palmira en la Siria romana. También existió un pequeño número (32-36) de fuerzas de dromedarii sujeto a la infantería.
La unidad fue probablemente creada a finales del siglo II, cuándo Palmira se convirtió en parte del Imperio romano. Inicialmente sirvieron en la provincia de Dacia. A principios del siglo III estuvieron estacionados en Dura-Europos. La sede de la Cohors XX Palmyrenorum fue el templo de Artemisa Azzanathkona junto al Pretorio.